# Фотоматрица
Фотоматрица, ма́трица или светочувстви́тельная ма́трица — растровая оптическая система в виде специализированной аналоговой или цифро-аналоговой интегральной микросхемы, состоящей из светочувствительных элементов — фотодиодов.
- Предназначена для преобразования проецированного на неё оптического изображения в аналоговый электрический сигнал или в поток цифровых данных (при наличии АЦП непосредственно в составе матрицы).
- Является основным элементом цифровых фотоаппаратов, современных видео- и телевизионных камер, фотокамер, встроенных в мобильный телефон, камер систем видеонаблюдения и многих других устройств.
- Применяется в оптических детекторах перемещения компьютерных мышей, сканерах штрихкодов, планшетных и проекционных сканерах, системах астро- и солнечной навигации.

## Устройство одного пикселя матрицы
Архитектура пикселей у производителей разная. Для примера здесь приводится архитектура ПЗС-пикселя.

### Пример субпикселя ПЗС-матрицы с карманом n-типа
Обозначения на схеме субпикселя ПЗС-матрицы — матрицы с карманом n-типа:

1 — фотоны света, прошедшие через объектив фотоаппарата;

2 — микролинза субпикселя;

3 — R — красный светофильтр субпикселя, фрагмент фильтра Байера;

4 — прозрачный электрод из поликристаллического кремния или сплава индия и оксида олова;

5 — оксид кремния;

6 — кремниевый канал n-типа: зона генерации носителей — зона внутреннего фотоэффекта;

7 — зона потенциальной ямы (карман n-типа), где собираются электроны из зоны генерации носителей заряда;

8 — кремниевая подложка p-типа.

### Микролинза субпикселя
Буферные регистры сдвига на ПЗС-матрице, равно как и обрамление КМОП-пиксела, на КМОП-матрице «съедают» значительную часть площади матрицы, в результате, каждому пикселю достаётся лишь 30 % светочувствительной области от его общей поверхности. У матрицы с полнокадровым переносом эта область составляет 70 %. Именно поэтому в большинстве современных ПЗС-матриц над пикселем устанавливается микролинза. Такое простейшее оптическое устройство покрывает бо́льшую часть площади ПЗС-элемента и собирает всю падающую на эту часть долю фотонов в концентрированный световой поток, который, в свою очередь, направлен на довольно компактную светочувствительную область пиксела.

## Характеристики матриц
Светочувствительность (более коротко — чувствительность), отношение сигнал-шум и физический размер пикселя однозначно взаимосвязаны (для матриц, созданных по одной и той же технологии). Чем больше физический размер пикселя, тем больше получаемое соотношение сигнал-шум при заданной чувствительности, или тем выше чувствительность при заданном соотношении сигнал-шум. Физический размер матрицы и её разрешение однозначно определяют размер пикселя.
Размер пикселя напрямую определяет такую важную характеристику, как фотографическая широта.

### Отношение сигнал/шум
Всякая физическая величина совершает некоторые колебания от своего среднего состояния, в науке это называется флуктуациями. Поэтому и каждое свойство всякого тела тоже изменяется, колеблясь в некоторых пределах. Это справедливо и для такого свойства, как светочувствительность фотоприёмника, независимо от того, что собой представляет этот фотоприёмник. Следствием этого является то, что некоторая величина не может иметь какого-то конкретного значения, а изменяется в зависимости от обстоятельств. Если, например, рассмотреть такой параметр фотоприёмника, как «уровень чёрного», то есть то значение сигнала, которое будет показывать фотодатчик при отсутствии света, то и этот параметр будет некоторым образом флуктуировать, в том числе эта величина будет меняться от одного фотодатчика к другому, если они образуют некоторый массив (матрицу).
В качестве примера можно рассмотреть обычную фотоплёнку, где фотодатчики — зерна бромистого серебра, и их размер и «качество» неконтролируемо меняются от точки к точке (изготовитель фотоматериала может обеспечить только среднее значение параметра и величину его отклонения от среднего значения, но не сами конкретные значения этой величины в конкретных позициях). В силу этого обстоятельства плёнка, проявленная без экспозиции, покажет некоторое, очень маленькое, но отличное от нуля почернение, которое называется «вуаль». И у фотоматрицы цифрового фотоаппарата наблюдается то же самое явление. В науке такое явление называется шумом, так как оно мешает правильному восприятию и отображению информации, и для того, чтобы изображение хорошо передавало структуру исходного сигнала, необходимо, чтобы уровень сигнала в некоторой степени превосходил уровень шумов, характерных для данного устройства. Это называется отношением сигнал/шум.

### Чувствительность
К матрицам применяется термин, эквивалентный «чувствительности», потому что:
- в зависимости от назначения матрицы формальное значение чувствительности может определяться различными способами по различным критериям;
- аналоговым усилением сигнала и цифровой постобработкой можно менять значение чувствительности матрицы в широком диапазоне.

У цифровых фотоаппаратов значение эквивалентной чувствительности может меняться в диапазоне 50—102400 ISO. Максимальная используемая в массовых фотоаппаратах чувствительность соответствует отношению сигнал/шум 2-5.

### Разрешение
Фотоматрица оцифровывает (разделяет на кусочки — «пиксели») то изображение, которое формируется объективом фотоаппарата. Но, если объектив в силу недостаточно высокой разрешающей способности передаёт ДВЕ светящиеся точки объекта, разделённые третьей чёрной, как одну светящуюся точку на ТРИ подряд расположенных пиксела, то говорить о точном разрешении изображения фотоаппаратом не приходится.
В фотографической оптике существует приблизительное соотношение: если разрешающую способность фотоприёмника выразить в линиях на миллиметр (или же в пикселях на дюйм), обозначим её как {\displaystyle M}, и так же выразить разрешающую способность объектива (в его фокальной плоскости), обозначим её как {\displaystyle N}, то результирующее разрешение системы объектив+фотоприёмник, обозначим его как {\displaystyle K}, можно найти по формуле:
{\displaystyle {\frac {1}{K}}={\frac {1}{N}}+{\frac {1}{M}}} или {\displaystyle K={\frac {NM}{N+M}}}.
Это соотношение максимально при {\displaystyle N=M}, когда разрешение равно {\displaystyle {\frac {N}{2}}}, поэтому желательно, чтобы разрешающая способность объектива соответствовала разрешающей способности фотоприёмника.[уточнить]
У современных цифровых фотоматриц разрешающая способность определяется размером пикселя, который варьируется у разных фотоматриц в пределах от 0,0025 мм до 0,0080 мм, а у большинства современных фотоматриц он равен 0,006 мм. Поскольку две точки будут различаться, если между ними находится третья (незасвеченная) точка, то разрешающая способность соответствует расстоянию в два пикселя, то есть:
{\displaystyle M={\frac {1}{2p}}},
где {\displaystyle p} — размер пикселя.
У цифровых фотоматриц разрешающая способность составляет от 200 линий на миллиметр (у крупноформатных цифровых фотокамер) до 70 линий на миллиметр(у web-камер и мобильных телефонов).
Некоторые разработчики видеокамер, ПЗС и КМОП-матриц, считают разрешение системы (в линиях) равным количеству считываемых с матрицы пикселей, разделённому на 1,5. Поскольку при оценке разрешающей способности объектива принято измерение в парах чёрной и белой линий миры Фуко на мм (определяющих не одиночный пик, а пространственную частоту), то коэффициент пересчёта разрешения матрицы в пары линий требует поправочного коэффициента 3,0.

### Физический размер матрицы
Физические размеры фотосенсоров определяются размером отдельных пикселей матрицы, которые в современных фотосенсорах имеют величину 0,005-0,006 мм. Чем крупнее пиксель, тем больше его площадь и количество собираемого им света, поэтому тем выше его светочувствительность и лучше отношение сигнал/шум (в плёночной фотографии шумы называются «зернистостью» или «гранулярностью»). Необходимое разрешение деталей фотографии определяет общее количество пикселей, которое в современных фотоматрицах достигает десятков миллионов пикселей (Мегапикселей), и тем задаёт физические размеры фотоматрицы.
- Законы оптики определяют зависимость ГРИП от физического размера матрицы. Если сфотографировать тремя фотоаппаратами с разным физическим размером матрицы одну и ту же сцену с одним и тем же углом зрения и одним и тем же значением диафрагмы на объективах, и изучить результат (файл на компьютере, распечатку с принтера) в одинаковых условиях, то ГРИП на снимке, сделанном фотоаппаратом с наименьшей матрицей, будет наибольшей (больше предметов в кадре будет показано резко), а фотоаппарат с наибольшей матрицей покажет наименьшую ГРИП (предметы не в зоне резкости будут сильнее размыты).
- Размеры фотосенсоров чаще всего обозначают как «тип» в виде дробных частей дюйма (например, 1/1.8" или 2/3"), что фактически больше реального физического размера диагонали сенсора. Эти обозначения происходят от стандартных обозначений размеров трубок телекамер в 1950-х годах. Они выражают не размер диагонали самой матрицы, а внешний размер колбы передающей трубки. Инженеры быстро установили, что по различным причинам диагональ полезной площади изображения составляет около двух третей диаметра трубки. Это определение стало устоявшимся (хотя и должно было быть давно отброшено). Не существует чёткой математической взаимосвязи между «типом» сенсора, выраженном в дюймах, и его фактической диагональю. Однако, в грубом приближении, можно считать, что диагональ составляет две трети типоразмера.

| №  | Типоразмер              | Диагональ в мм | Размер в мм | Кроп-фактор |
| -- | ----------------------- | -------------- | ----------- | ----------- |
| 1  | 13/8" (плёнка типа 135) | 43,27          | 36 × 24     | 1           |
| 2  | APS-H Canon             | 33,75          | 28,1 × 18,7 | 1,28        |
| 3  | APS-H Leica             | 32,45          | 27 × 18     | 1,33        |
| 4  | APS-C                   | 28,5           | 23,7 × 15,6 | 1,52        |
| 5  | APS-C                   | 28,4           | 23,5 × 15,7 | 1,52        |
| 6  | APS-C                   | 28,4           | 23,6 × 15,8 | 1,52        |
| 7  | APS-C Canon             | 26,82          | 22,3 × 14,9 | 1,61        |
| 8  | Foveon X3               | 24,88          | 20,7 × 13,8 | 1,74        |
| 9  | 1,5"                    | 23,4           | 18,7 × 14,0 | 1,85        |
| 10 | 4/3"                    | 21,64          | 17,3 × 13,0 | 2           |
| 11 | 1"                      | 16             | 12,8 × 9,6  | 2,7         |
| 12 | 1"                      | 15,9           | 13,2 × 8,8  | 2,73        |
| 13 | 1/1,33"                 | 12             | 9,6 × 7,2   | 3,58        |
| 14 | 2/3"                    | 11,85          | 8,8 × 6,6   | 3,93        |
| 15 | 1/1,63"                 | 10             | 8,0 × 6,0   | 4,33        |
| 16 | 1/1,7"                  | 9,5            | 7,6 × 5,7   | 4,55        |
| 17 | 1/1,8"                  | 8,94           | 7,2 × 5,3   | 4,84        |
| 18 | 1/2"                    | 8,0            | 6,4 × 4,8   | 5,41        |
| 19 | 1/2,3"                  | 7,7            | 6,16 × 4,62 | 5,62        |
| 20 | 1/2,33"                 | 7,63           | 6,08 × 4,56 | 5,92        |
| 21 | 1/2,5"                  | 6,77           | 5,8 × 4,3   | 6,2         |
| 22 | 1/2,7"                  | 6,58           | 5,4 × 4,0   | 6,7         |
| 23 | 1/2,8"                  | 6,35           | 5,1 × 3,8   | 7,05        |
| 24 | 1/3"                    | 5,64           | 4,8 × 3,6   | 7,5         |
| 25 | 1/3,2"                  | 5,56           | 4,54 × 3,42 | 7,92        |
| 26 | 1/3,6"                  | 4,93           | 4 × 3       | 9           |
| 27 | 1/4"                    | 4,45           | 3,6 × 2,7   | 10          |
| 28 | 1/6"                    | 2,96           | 2,4 × 1,8   | 15          |
| 29 | 1/8"                    | 2,25           | 1,8 × 1,35  | 20          |

Физические размеры матрицы видеокамеры в зависимости от соотношения сторон (4:3 или 16:9) и конкретного производителя с одной и той же диагональю различны. Поэтому, например, камера на матрице 1/3’’ с соотношением сторон 4:3 даёт больший угол обзора по вертикали и меньший по горизонтали, чем камера на матрице с такой же диагональю, но соотношением 16:9.

### Отношение сторон кадра
- Формат кадра 4:3 в основном применяется в любительских цифровых фотоаппаратах. Некоторые фирмы, например, Canon, допускают в этих фотоаппаратах настройку соотношения сторон в диапазонах 4:3 и 16:9[5].
- Формат кадра 3:2 применяется в зеркальных цифровых фотоаппаратах, кроме выполненных по стандарту 4/3.
- Выпускается незначительное число моделей с кадром 16:9.
- В цифровых зеркальных фотоаппаратах Olympus используется матрица с соотношением сторон 4:3 (стандарт 4/3).

### Пропорции пикселя
Выпускаются матрицы с тремя различными пропорциями пикселя:
- Для видеоаппаратуры выпускаются сенсоры с пропорцией пикселя 4:3 (PAL)
- или 3:4 (NTSC);
- Фотографическое, рентгенографическое и астрономическое оборудование, а также развивающееся сейчас видеооборудование для HDTV обычно имеет квадратный пиксель.

## Типы матриц по применяемой технологии
- ПЗС-матрица (CCD, «Charge Coupled Device»);
- КМОП-матрица (CMOS, «Complementary Metal Oxide Semiconductor»);
- SIMD WDR (англ. Wide dynamic range) — разновидность КМОП матрицы с иным обрамлением пиксела;
- Live-MOS-матрица — МОП-матрица, с более простой структурой пиксела, чем КМОП;
- Super CCD-матрица — разновидность ПЗС-матрицы с разными размерами элементов;
- QuantumFilm-матрица на основе квантовых точек, пока не реализована в массовом оборудовании;

Долгое время ПЗС-матрицы были практически единственным массовым видом фотосенсоров. Реализация технологии Active Pixel Sensors около 1993 года и дальнейшее развитие технологий привели в итоге к тому, что к 2008 году КМОП-матрицы стали практически альтернативой ПЗС.

### ПЗС-матрица
ПЗС-матрица (CCD, «Charge Coupled Device») состоит из светочувствительных фотодиодов, выполнена на основе кремния, использует технологию ПЗС — приборов с зарядовой связью.

### КМОП-матрица
КМОП-матрица (CMOS, «Complementary Metal Oxide Semiconductor») выполнена на основе КМОП-технологии. Каждый пиксел снабжён усилителем считывания, а выборка сигнала с конкретного пиксела происходит, как в микросхемах памяти, произвольно.
SIMD WDR (англ. Wide dynamic range) матрица, также выполненная на основе КМОП-технологии, имеет в обрамлении каждого пиксела ещё и автоматическую систему настройки времени его экспонирования, что позволяет радикально увеличить фотографическую широту устройства.

### Live-MOS-матрица
Создана и применяется компанией Panasonic. Выполнена на основе МОП-технологии, однако содержит меньшее число соединений для одного пикселя и питается меньшим напряжением. За счёт этого и за счёт упрощённой передачи регистров и управляющих сигналов имеется возможность получать «живое» изображение при отсутствии традиционного для такого режима работы перегрева и повышения уровня шумов.

### Super CCD-матрица
В фотоаппаратах фирмы Fujifilm применяются матрицы, получившие название «Super CCD», в которых присутствуют зелёные пиксели двух различных размеров: большие, для малых уровней освещённости, и малые, совпадающие по размеру с синими и красными. Это позволяет увеличить фотографическую широту матрицы на величину до 4 ступеней.

## Методы получения цветного изображения
Сам по себе пиксель фотоматрицы является «чёрно-белым». Для того, чтобы матрица давала цветное изображение, применяются специальные технические приёмы.

### Трёхматричные системы
Поступающий в камеру свет, попадая на пару дихроидных призм, делится на три основных цвета: красный, зелёный и синий. Каждый из этих пучков направляется на отдельную матрицу (чаще всего используются CCD-матрицы, поэтому в наименовании соответствующей аппаратуры употребляется обозначение 3CCD).
Трёхматричные системы применяются в видеокамерах среднего и высокого класса.

#### Достоинства трёх матриц по сравнению с одноматричными
- лучше передача цветовых переходов, полное отсутствие цветного муара;
- выше разрешение: отсутствует необходимый для устранения муара размывающий (low-pass) фильтр;
- выше светочувствительность и меньший уровень шумов;
- возможность введения цветокоррекции постановкой дополнительных фильтров перед отдельными матрицами, а не перед съёмочным объективом, позволяет добиться существенно лучшей цветопередачи при нестандартных источниках света.

#### Недостатки трёх матриц по сравнению с одноматричными
- принципиально бо́льшие габаритные размеры;
- трёхматричная система не может использоваться с объективами с малым рабочим отрезком;
- в трёхматричной схеме есть проблема сведе́ния цветов, так как такие системы требуют точной юстировки, причём, чем большего размера матрицы применяются и чем больше их физическое разрешение, тем сложнее добиться необходимого класса точности.

### Матрицы с мозаичными фильтрами
Во всех таких матрицах пиксели расположены в одной плоскости, и каждый пиксель накрыт светофильтром некоего цвета. Недостающая цветовая информация восстанавливается путём интерполяции (подробнее…).
Существует несколько способов расположения светофильтров. Эти способы различаются чувствительностью и цветопередачей, при этом чем выше светочувствительность, тем хуже цветопередача:
- RGGB — фильтр Байера, исторически самый ранний;
- RGBW имеют более высокую чувствительность и фотографическую широту (типично выигрыш чувствительности в 1,5—2 раза и 1 ступень по фотографической широте), частный случай RGBW-матрицы — CFAK-матрица компании Kodak;
- RGEB (красный — зелёный — изумрудный — синий);
- CGMY (бирюзовый — зелёный — лиловый — жёлтый).

### Матрицы с полноцветными пикселами
Существуют две технологии, позволяющие получать с каждого пикселя все три цветовые координаты. Первая применяется в серийно выпускаемых камерах фирмы Sigma, вторая — на середину 2008 года существует только в виде прототипа.

#### Многослойные матрицы (Foveon X3)
Фотодетекторы матрицы X3 компании Foveon расположены в три слоя — синий, зелёный, красный. Название сенсора «Х3» означает его «трёхслойность» и «трёхмерность». К достоинствам такого подхода следует отнести отсутствие геометрических искажений в изображении (муара). К недостаткам — высокую требовательность сенсора к освещению.
Матрицы X3 применяются в цифровых фотоаппаратах Sigma.

#### Полноцветная RGB-матрица Nikon
В полноцветных матрицах Nikon (патент Nikon от 9 августа 2007) лучи RGB предметных точек в каждом пикселе, содержащем одну микролинзу и три фотодиода, проходят через открытую микролинзу и падают на первое дихроичное зеркало. При этом синяя составляющая пропускается первым дихроичным зеркалом на детектор синего, а зелёная и красная составляющие отражаются на второе зеркало. Второе дихроичное зеркало отражает зелёную составляющую на детектор зелёного, и пропускает красную и инфракрасную составляющие. Третье дихроичное зеркало отражает красную составляющую на детектор и поглощает инфракрасную составляющую.
Несмотря на то, что прототип матрицы уже создан (2008 год), этот патент вряд ли найдёт своё применение в ближайшее время из-за существенных сложностей в технологии.
По сравнению со всеми прочими системами, кроме трёхматричных, данная технология имеет потенциальное преимущество в эффективности использования светового потока по сравнению с технологиями RGBW или фильтром Байера (точный выигрыш зависит от характеристик пропускания фильтров).
В отличие от систем 3CCD, этот тип матрицы не нуждается в точной юстировке оптической системы.